# Kościół św. Franciszka z Asyżu w Ouro Preto
Kościół św. Franciszka z Asyżu w Ouro Preto – zabytkowy kościół w mieście Ouro Preto (Vila Rica do Ouro Preto), w Brazylii, w stanie Minas Gerais. 
Kościół wybudowany w XVIII w. według projektu architekta Aleijadinho (1738-1814). Od frontu ma dwie niskie wieże, portal z frontonem ozdobiony barokowymi płaskorzeźbami. Twórcą malowideł na sklepieniu był Ataíde (1762-1830). Przedstawiają one Matkę Boską w otoczeniu aniołów. 

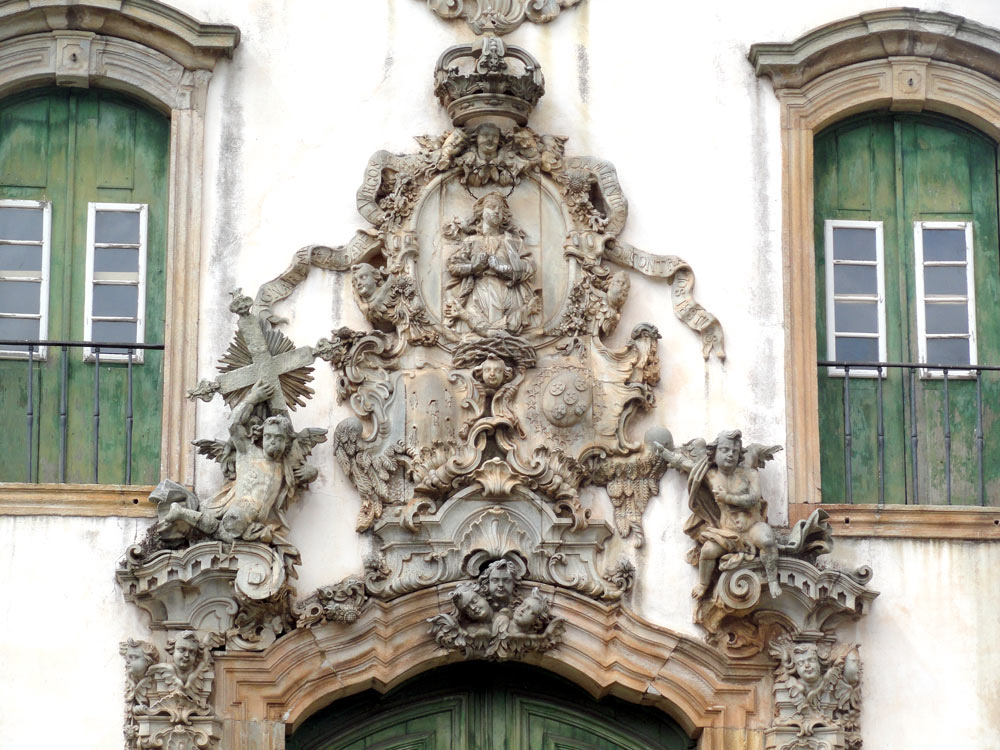
Herby franciszkanów i Królestwa Portugalii
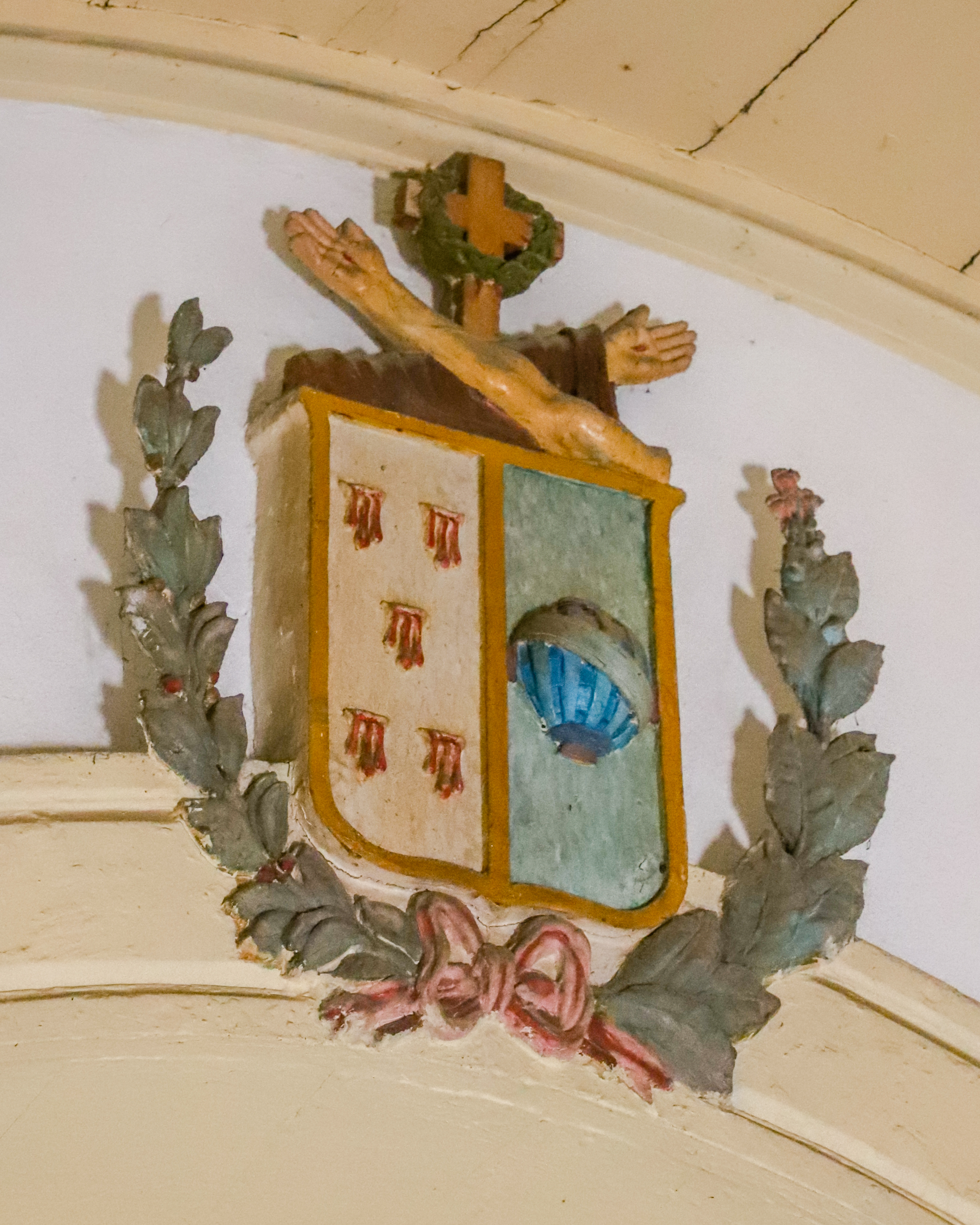
Herb oo. franciszkanów
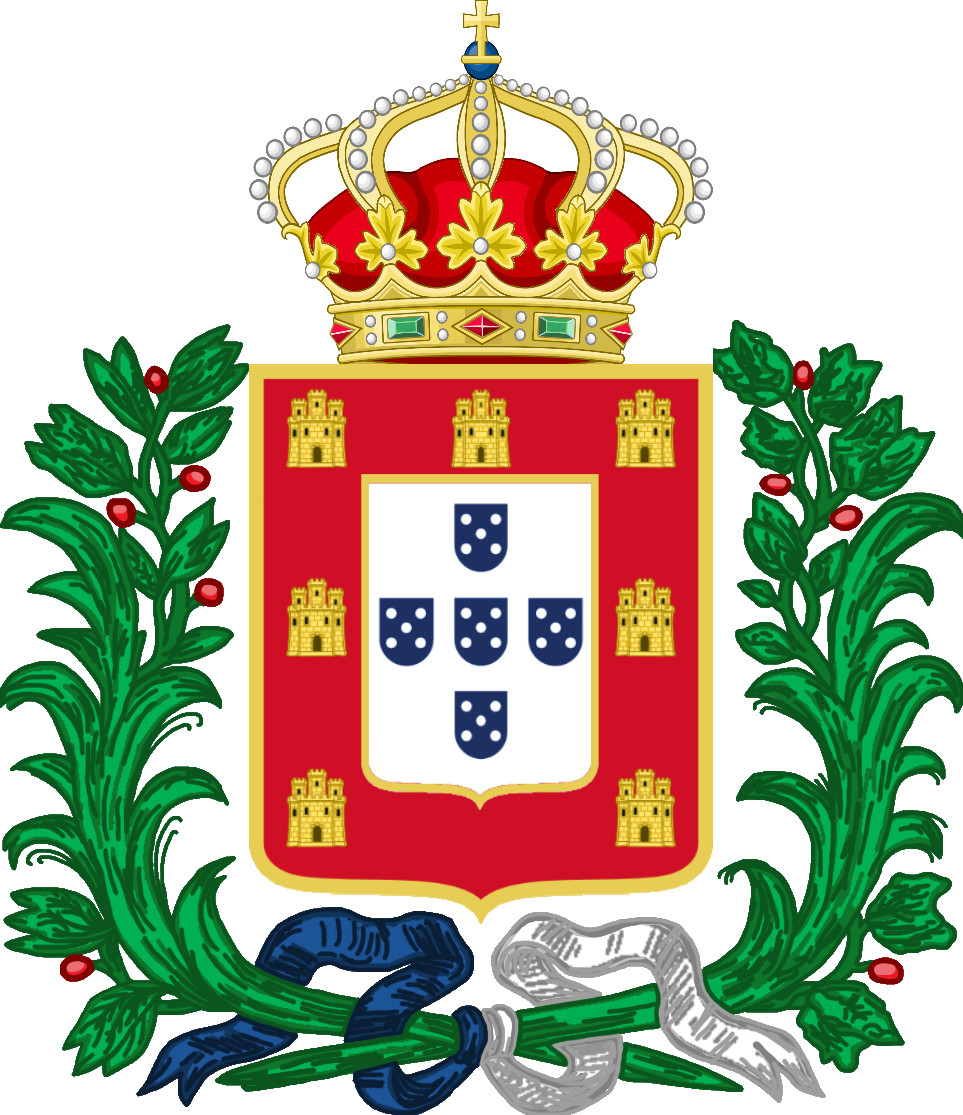
Herb Królestwa Portugalii